# Лампропулос, Василиос
Василиос Лампропулос (греч. Βασίλειος Λαμπρόπουλος; 31 марта 1990, Пиргос) — греческий футболист, защитник клуба «ОФИ». Выступал за сборную Греции.

## Клубная карьера
Родился 31 марта 1990 года в Пиргосе. Воспитанник футбольной школы клуба «Олимпиакос», однако, за первую команду так и не дебютировал, поэтому был отдан в аренду в клуб второго дивизиона «Аполлон Понту».
В 2009 году заключил контракт с «Астерасом», в составе которого дебютировал в Суперлиге и провел следующие два года карьеры. В 2011 году был арендован клубом Бета Этники «Ильюполис». В течение сезона 2011/12 годов выступа клуба за «Этникос Астерас». С 2012 года два сезона был игроком «Паниониоса».
В 2014 перешел в АЕК, подписав 4-летний контракт. В первом сезоне Лампропулос был основным игроком и помог команде занять первое место во втором греческом дивизионе и выйти в Суперлигу, а в следующем году с командой стал обладателем Кубка Греции 2015/16. А уже в сезоне 2017/18 стал в составе АЕКа чемпионом Греции.
В конце 2018 года отказался продлевать контракт с АЕК и летом следующего года покинул клуб. 27 июня 2019 на правах свободного агента заключил контракт с испанским «Депортиво Ла-Корунья». За полгода, 31 января 2020 года, был арендован «Бохумом» из Второй Бундеслиги, а 14 августа того же года заключил с немецким клубом полноценный двухлетний контракт.

## Карьера в сборной
В 2010-2011 годах привлекался в состав молодежной сборной Греции. На молодежном уровне сыграл в одном официальном матче. В 2018 году принял участие в двух играх в составе национальной сборной Греции.